# 名古屋市立八事東小学校
名古屋市立八事東小学校（なごやしりつ やごとひがししょうがっこう）は、名古屋市天白区音聞山にある公立小学校である。

## 歴史

### 沿革
- 1873年（明治6年） - 第2中学区内第18番小学隆旺学校として成立する[2]。学校では、この年をもって「開学」としている[3]。
- 1879年（明治12年） - 愛知県愛知郡第57番小学八事学校と改称する[2]。
- 1883年（明治16年） - 愛知県愛知郡第54学区小学八事学校と改称する[4]。
- 1887年（明治20年） - 愛知郡第24学区尋常小学広路学校の分校となる[4]。
- 1892年（明治25年） - 独立し、愛知県愛知郡弥富村八事尋常小学校となる[4]。
- 1906年（明治39年） - 植田村、島野村、平針村、弥富村の一部[5]が合併し、天白村になる。これに伴い、天白尋常小学校に統合され、同校の八事分校となる[4]。
- 1923年（大正12年） - 現在地に移転[4]。
- 1953年（昭和28年） - 天白小学校より独立し、天白村立八事小学校となる[4]。
- 1955年（昭和30年）4月5日 -  愛知郡天白村が名古屋市昭和区に編入される。これに伴い、「名古屋市立八事東小学校」となる[4]（昭和区には既に「八事小学校」が存在するため、改称した）。学校では、この年をもって「創立」としている[3]。

### 児童数の変遷
『愛知県小中学校誌』（1998年）によると、児童数の変遷は以下の通りである。
| 1955年（昭和30年） | 375人   |  |
| 1957年（昭和32年） | 464人   |  |
| 1967年（昭和42年） | 938人   |  |
| 1977年（昭和52年） | 1,114人 |  |
| 1987年（昭和62年） | 919人   |  |
| 1997年（平成9年）  | 771人   |  |

## 通学区域
- 名古屋市天白区
  - 音聞山、表台、元八事一丁目、元八事二丁目、元八事三丁目、元八事四丁目、元八事五丁目、御幸山、池見一丁目、池見二丁目、中砂町、道明町、八幡山、(他の学校区と住所名の重複あり。)[6]

※ 学区はほぼ全体が住宅地であるが中砂町などの地区は工場地区でもある。

### 隣接する公立小学校区
いずれも名古屋市立の小学校である。
- 名古屋市立表山小学校（天白区） 　下の大坪小学校を合わせて御幸山中学校学区となる。
- 名古屋市立大坪小学校（天白区）
- 名古屋市立中根小学校（瑞穂区）
- 名古屋市立弥富小学校（瑞穂区）

### 進学先中学校
名古屋市では公立学校選択制が導入されていないことから、八事東小学校を卒業した児童の公立中学校進学先は名古屋市立御幸山中学校となる（進学時に学区の変更を伴う転居などがない場合）。

### 学区内の主な施設
- 仏地院
- 音聞山保育園
- 名古屋市立表山小学校
- 名古屋市立御幸山中学校
- スジャータ工場

## 交通
- 名古屋市営地下鉄名城線・鶴舞線 八事駅より徒歩15分。もしくは、名古屋市営バス八事11で音聞山下車。徒歩2分[7]。
- 名古屋市営地下鉄鶴舞線 塩釜口駅より徒歩15分[7]。